# Norwegische Leichtathletik-Hallenmeisterschaften 2022
Die Norwegischen Leichtathletik-Hallenmeisterschaften 2022 wurden am 5. und 6. Februar in der Ulsteinhallen in Ulsteinvik ausgetragen. Die Mehrkampfbewerbe wurde bereits am 22. und 23. Januar in Bærum ausgetragen.

## Medaillengewinner

### Männer
| Disziplin      | Gold                  | Leistung        | Silber                    | Leistung        | Bronze                     | Leistung       |
| -------------- | --------------------- | --------------- | ------------------------- | --------------- | -------------------------- | -------------- |
| 60 m           | Even Meinseth         | 6,69 s PB       | Salum Ageze Kashafali     | 6,75 s PB       | Mathias Hove Johansen      | 6,88 s         |
| 200 m          | Mathias Hove Johansen | 21,23 s         | Andreas Haara Bakketun    | 21,55 s         | Kenny Emi Tijani-Ajayi     | 21,97 s        |
| 400 m          | Fredrik Øvereng       | 47,13 s PB      | Håvard Bentdal Ingvaldsen | 47,49 s         | Andreas Grimerud           | 47,74 s PB     |
| 800 m          | Sigurd Tveit          | 1:49,41 min PB  | Benjamin Olsen            | 1:54,86 min PB  | Leon Douglas               | 1:56,41 min SB |
| 1500 m         | Mats Hauge            | 3:48,64 min PB  | Fredrik Sandvik           | 3:49,72 min PB  | Sondre Rishøi              | 3:50,87 min PB |
| 3000 m         | Per Svela             | 8:32,26 min SB  | Fredrik Sandvik           | 8:32,64 min PB  | Bjørnar Sandnes Lillefosse | 8:32,88 min SB |
| 60 m Hürden    | Gjert Høie Sjursen    | 8,28 s PB       | Olav Gissinger            | 8,92 s PB       |                            |                |
| 5000 m Gehen   | Magnus Græsli         | 22:52,15 min PB | Andreas Døske             | 23:44,65 min SB |                            |                |
| Hochsprung     | Sander Skotheim       | 2,08 m          | Vetle Raa Ellingsen       | 2,00 m SB       | Teodor Heldal              | 1,85 m SB      |
| Stabhochsprung | Pål Haugen Lillefosse | 5,70 m          | Philip Andreas Kubon      | 4,80 m          | Sebastian Hovland          | 4,70 m         |
| Weitsprung     | Henrik Flåtnes        | 7,86 m          | Ingar Kiplesund           | 7,59 m PB       | Sander Skotheim            | 7,50 m PB      |
| Dreisprung     | Henrik Flåtnes        | 15,67 m PB      | Sander Skotheim           | 15,64 m PB      | Viljar Gjerde              | 15,23 m PB     |
| Kugelstoßen    | Marcus Thomsen        | 20,87 m SB      | Mathias Dale              | 15,28 m PB      | Stig Ove Dahlen Selnes     | 14,39 m SB     |
| Siebenkampf    | Sander Skotheim       | 5965 Punkte PB  | Gjert Høie Sjursen        | 5179 Punkte PB  | Olav Gissinger             | 4461 Punkte SB |

### Frauen
| Disziplin      | Gold              | Leistung        | Silber                           | Leistung        | Bronze                  | Leistung       |
| -------------- | ----------------- | --------------- | -------------------------------- | --------------- | ----------------------- | -------------- |
| 60 m           | Helene Rønningen  | 7,46 s          | Vilde Aasmo                      | 7,54 s          | Marte Pettersen         | 7,62 s PB      |
| 200 m          | Elisabeth Slettum | 23,58 s         | Kaitesi Ertzgaard                | 24,32 s         | Marte Pettersen         | 24,59 s SB     |
| 400 m          | Linn Oppegaard    | 53,62 s         | Astri Ertzgaard                  | 54,06 s PB      | Kaitesi Ertzgaard       | 54,83 s PB     |
| 800 m          | Malin Nyfors      | 2:07,68 min PB  | Pernille Karlsen                 | 2:09,32 min PB  | Amanda Marie Frøynes    | 2:09,78 min PB |
| 1500 m         | Ina Halle Haugen  | 4:25,03 min SB  | Christina Toogood                | 4:28,07 min     | Grethe Tyldum           | 4:29,10 min PB |
| 3000 m         | Ina Halle Haugen  | 9:25,47 min PB  | Sigrid Jervell Våg               | 9:25,92 min PB  | Kristine Eikrem Engeset | 9:26,79 min SB |
| 60 m Hürden    | Andrea Rooth      | 8,34 s          | Marlen Elisabeth Johansson Aakre | 8,55 s PB       | Elea Jørstad Bock       | 8,57 s         |
| 3000 m Gehen   | Maren Bekkestad   | 13:48,70 min PB | Fride Møller Flatin              | 14:05,21 min PB | Malin Opdahl            | 15:23,74 min   |
| Hochsprung     | Hedvig Kallåk     | 1,78 m PB       | Caroline Fleischer               | 1,70 m SB       | Lillian Washington      | 1,70 m PB      |
| Stabhochsprung | Lene Retzius      | 4,20 m SB       | Kitty Friele Faye                | 3,75 m          | Tiril Malm Sunde        | 3,35 m SB      |
| Weitsprung     | Mia Guldteig Lien | 6,20 m SB       | Thale Leirfall                   | 6,13 m PB       | Hanne Berit Irgens      | 5,99 m SB      |
| Dreisprung     | Hedda Kvalvåg     | 13,15 m PB      | Rachel Ombeni                    | 12,40 m PB      | Lillian Washington      | 12,37 m PB     |
| Kugelstoßen    | Lotta Flatum      | 14,04 m SB      | Emelia Tveitå                    | 12,26 m SB      | Hanna Emilie Hjeltnes   | 12,20 m SB     |
| Fünfkampf      | Andrea Rooth      | 4096 Punkte PB  |                                  |                 |                         |                |